# J Balvin
Jose Alvaro Osorio Balvin kendt under kunstnernavnet J Balvin er en colombiansk reggaeton-sanger. Den 24. juni 2018 overtog han positionen som den mest hørte kunstner i verden på musiktjenesten Spotify.[kilde mangler]

## Biografi
José blev født i Medellín, den største by i Antioquia. Som 17-årig flyttede han til USA. Han flyttede til Oklahoma og New York for at lære engelsk og blev påvirket af musikken, han hørte der. Han vendte derefter tilbage til Medellín og fik popularitet i klubberne i byen.
Hans gennembrud kom i 2014 med singlen 6 AM med hovedrollen i den Puerto Ricaanske sanger Farruko, der kom på andenpladsen i Billboard Hot Latin Songs. Derefter mødte han David Cohen og begyndte at være hans bedste ven, da han hjalp José med at skrive sine nye sange, samt singlen Ay Vamos, hvilket øgede salget af hans album La Familia (2014). I 2016 udgav albummet Energía, som inkluderede rørene Ginza, Bobo, Safari og Sigo Extrañándote. Efter udgivelsen af Energía foretog han en stor turné fra 29. september 2016: USA, Mexico, Costa Rica, Europa, Peru, Colombia, Argentina, Israel, Uruguay, Olympia i Paris: sangeren er fejret overalt.
Den 30. juni 2017 udgav J. Balvin singlen Mi gente i duet med den franske DJ Willy William. Den 1. august 2017 overgik Mi gente verdens Top 50 på Spotify og nåede derefter en milliard visninger på YouTube (YouTube-videotælleren har i alt 2,3 milliarder visninger [når?].). I januar 2018 frigav han singlen Machika med Jeon og Anitta i hovedrollen. Han samarbejdede med Cardi B og Bad Bunny på Billboard Hot 100's American I Like It.

## Diskografi
- Real (2010)
- El Negocio (2011)
- La Familia (2013)
- Energía (2016)
- Vibras (2018)
- Oasis feat Bad Bunny (2019)
- Colores (2020)